# Simeon de Trier
Simeon de Trier (n. 980 d.Hr., Siracusa, Emiratul Siciliei – d. 1 iunie 1035, Trier, Sfântul Imperiu Roman) a fost un călugăr bizantin care s-a stabilit la Trier, unde a trăit ca pustnic, fiind venerat ca sfânt. 

## Viața
La Antiochia l-a cunoscut pe starețul mănăstirii benedictine Saint-Vanne de Verdun⁠(fr)[traduceți], la invitația căruia a ajuns în Normandia și de acolo în Germania. Din 1028 până în 1030 a fost însoțitorul și ghidul arhiepiscopului de Trier la Ierusalim. După întoarcerea în Germania s-a închis într-o chilie situată în latura de est a Porta Nigra - poarta romană a cetății - păstrând însă contactul cu lumea de afară.

## Posteritatea
După moartea sa ruinele din Porta Nigra, în care a trăit Simeon, au fost transformate în biserică. Napoleon a dispus demolarea bisericii respective și readucerea ei la forma din antichitate.
Pe lângă fostul așezământ monahal Sfântul Simeon poate fi vizitat Stadtmuseum Simeonstift Trier⁠(de)[traduceți] (muzeul orășenesc al așezământului Sfântului Simion).